# 达姆诺德
达姆诺德（Dhamnod），是印度中央邦Dhar县的一个城镇。总人口26270（2001年）。

## 人口
该地2001年总人口26270人，其中男性13726人，女性12544人；0—6岁人口3964人，其中男2126人，女1838人；识字率59.88%，其中男性为68.26%，女性为50.71%。